# Aghione
Aghione település Franciaországban, Haute-Corse megyében. Lakosainak száma 246 fő (2022. január 1.). Aghione Casevecchie, Aléria, Antisanti, Ghisonaccia, Pietroso és Vezzani községekkel határos.

## Népesség
A település népességének változása:
| Lakosok száma | 93   | 317  | 282  | 236  | 228  | 236  | 241  | 240  | 235  | 246  |
|               | 1968 | 1982 | 1990 | 2006 | 2013 | 2015 | 2017 | 2019 | 2020 | 2022 |